# NGC 1920
NGC 1920 је расејано јато са емисионом маглином у сазвежђу Златна риба које се налази на NGC листи објеката дубоког неба.
Деклинација објекта је - 66° 46' 43" а ректасцензија 5h 20m 33,0s. Привидна величина (магнитуда) објекта NGC 1920 износи 12,3. NGC 1920 је још познат и под ознакама NGC 1911, ESO 85-EN71, in LMC.